# Pictia xanthoceras
Pictia xanthoceras är en tvåvingeart som först beskrevs av Walker 1859.  Pictia xanthoceras ingår i släktet Pictia och familjen husflugor. Inga underarter finns listade i Catalogue of Life.